# Grădiștea (okręg Dolj)
Grădiștea – wieś w Rumunii, w okręgu Dolj, w gminie Grecești. W 2011 roku liczyła 34 mieszkańców.